# Apòfisi coronoide
L'apòfisi coronoide és la protuberància òssia posterior que neix de les branques ascendents del maxil·lar inferior. Serveix d'inserció al múscul temporal.